# شوایگن-راشتنباخ
شوایگن-راشتنباخ (به آلمانی: Schweigen-Rechtenbach) یک شهر در آلمان است که در زودلیشه واینشتراسه واقع شده‌است. شوایگن-راشتنباخ ۱٬۴۸۲ نفر جمعیت دارد.